# Let the Music Do the Talking
Let the Music Do the Talking es el álbum debut de la banda estadounidense de hard rock The Joe Perry Project, lanzado a través de Columbia Records en marzo de 1980. Vendió unas 250.000 copias en Estados Unidos.

## Lista de canciones
- Todas las canciones compuestas por Joe Perry, excepto donde se indique lo contrario.

1. "Let the Music Do the Talking" - 4:42
2. "Conflict Of Interest" - 4:43
3. "Discount Dogs" - 3:42
4. "Shooting Star" - 3:39
5. "Break Song" - 2:06
6. "Rockin' Train" - 6:02 Joe Perry/David Hull
7. "The Mist Is Rising" - 6:30
8. "Ready On The Firing Line" - 3:54
9. "Life At A Glance" - 2:41

## Personal
- Joe Perry - guitarra, voz
- Ralph Morman - voz
- David Hull - bajo, voz
- Ronnie Stewart - batería, percusión